# دانیکا مک‌کلر
 دانیکا مک‌کلر (انگلیسی: Danica McKellar؛ زادهٔ ۳ ژانویهٔ ۱۹۷۵) هنرپیشه، ریاضی‌دان و کارگردان اهل ایالات متحده آمریکا است. وی از سال ۱۹۸۴ میلادی تاکنون مشغول فعالیت بوده‌است.
او در فیلم ۲۱ و یک بیداری بازی کرده است.